# حاتم الصوابي
حاتم الصوابي (13 ديسمبر 2000 في الرباط)، هو لاعب كرة قدم مغربي يلعب في مركز المدافع في نادي الجيش الملكي.

## السيرة الذاتية

### في النادي
ولد حاتم الصوابي في الرباط وانضم في سن مبكرة إلى مركز تكوين نادي الجيش الملكي. في 28 يوليو 2021، لعب أول مباراة له في الدوري ضد نادي الوداد الرياضي عندما دخل بديلاً لـ إبراهيم دحمون في الدقيقة 55 (خسارة 2-0). وفي 27 فبراير، حصل على أول مشاركة له كأساسي ضد نادي الدفاع الحسني الجديدي (فوز 3-1).
خلال موسم 2022-2023، فاز بلقب الدوري المغربي بعد أن لعب 28 مباراة في البطولة. وفي موسم 2023-2024، سجل هدفه الأول في مسيرته الاحترافية ومنح الفوز لفريقه في مباراة الدوري ضد نادي اتحاد طنجة (فوز 1-0). وخلال الموسم نفسه، حصل على لقب وصيف بطل الدوري المغربي خلف نادي الرجاء الرياضي.

## الألقاب

### في النادي
الجيش الملكي
- البطولة الوطنية المغربية :
  - البطل : 2023.
  - الوصيف : 2024.

## روابط خارجية
- حاتم الصوابي على موقع كووورة